# Tecolotlán (kommun)
Tecolotlán är en kommun i Mexiko.   Den ligger i delstaten Jalisco, i den centrala delen av landet, 500 km väster om huvudstaden Mexico City. Antalet invånare är 14 984. Arean är 796 kvadratkilometer.
Terrängen i Tecolotlán är kuperad åt sydväst, men åt nordost är den bergig.
Följande samhällen finns i Tecolotlán:
- Tecolotlán
- Las Calaveras
- El Rodeo Viejo
- Ambrosio